# Prugnanes
Prugnanes település Franciaországban, Pyrénées-Orientales megyében. Lakosainak száma 97 fő (2022. január 1.). Prugnanes Camps-sur-l’Agly, Cubières-sur-Cinoble, Saint-Paul-de-Fenouillet és Caudiès-de-Fenouillèdes községekkel határos.

## Földrajz

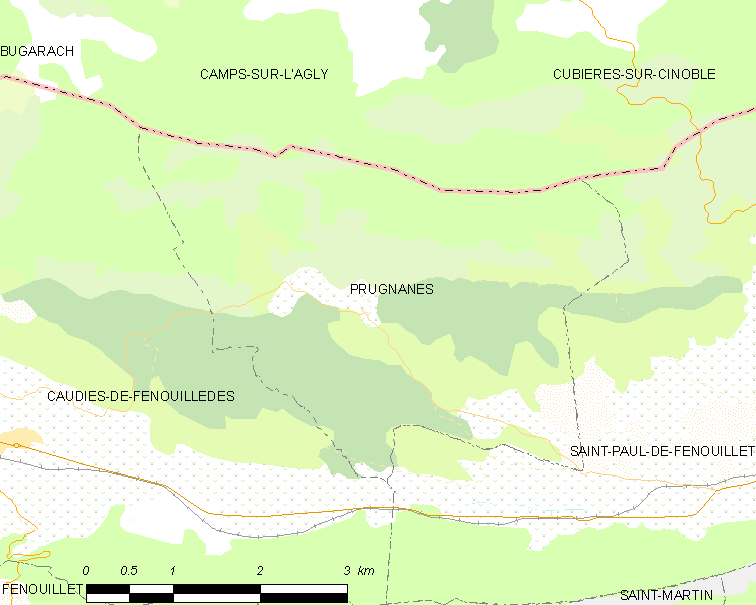
Prugnanes térkép

## Népesség
A település népességének változása:
| Lakosok száma | 107  | 106  | 104  | 102  | 103  | 105  | 105  | 97   |
|               | 2015 | 2016 | 2017 | 2018 | 2019 | 2020 | 2021 | 2022 |